# Surinaamse parlementsverkiezingen 1916
De Surinaamse parlementsverkiezingen in 1916 vonden plaats in maart van dat jaar. 
Er konden vijf leden voor de Koloniale Staten gekozen worden in verband met het periodiek aftreden van W.N.S. Arntz, Jhr. Mr. H.W. van Asch van Wijck, A.F.C. Curiel, J.A. Dragten  en J.R. Thomson. Alle vijf waren herkiesbaar.
| Kandidaat               | Stemmen in de eerste ronde | resultaat |
| ----------------------- | -------------------------- | --------- |
| W.N.S. Arntz            | 137                        | x         |
| H.W. van Asch van Wijck | 245                        | gekozen   |
| A.F.C. Curiel           | 208                        | gekozen   |
| J.A. Dragten            | 228                        | gekozen   |
| R.D. Simons             | 214                        | gekozen   |
| J.R. Thomson            | 222                        | gekozen   |

Bij deze verkiezingen mochten alleen mannen die aan bepaalde voorwaarden voldeden (censuskiesrecht) stemmen. Bij de eerste ronde waren er 332 geldig uitgebrachte stembiljetten waarbij een kiezer voor meer dan een kandidaat kon stemmen. Er waren vijf  zetels te verdelen en om in de eerste ronde gekozen te kunnen worden had een kandidaat de stem nodig van meer dan de helft van de geldig uitgebrachte stembiljetten (minstens 167 stemmen). Precies vijf kandidaten voldeden aan die voorwaarde zodat er geen tweede ronde nodig was.
Na deze verkiezingen had de Koloniale Staten de volgende dertien leden:
| Naam                    | Gepland jaar van aftreding | Bijzonderheden |
| ----------------------- | -------------------------- | -------------- |
| H.W. van Asch van Wijck | 1922                       | voorzitter     |
| J.A. Dragten            | 1922                       | vicevoorzitter |
| W. Dijckmeester         | 1918                       |                |
| W.P. Hering             | 1918                       |                |
| A.P. Nassy              | 1918                       |                |
| H.J. van Ommeren        | 1918                       |                |
| A.R. Bueno              | 1920                       |                |
| J.R.C. Gonggrijp        | 1920                       |                |
| J.A. Jessurun           | 1920                       |                |
| W. Kraan                | 1920                       |                |
| A.F.C. Curiel           | 1922                       |                |
| R.D. Simons             | 1922                       |                |
| J.R. Thomson            | 1922                       |                |